# Путята, Дмитрий Васильевич (1855)
Дмитрий Васильевич Путята (1855—1915) — русский военачальник, генерал-лейтенант, Амурский военный губернатор, путешественник.

## Биография
Родился 24 февраля 1855 года в православной дворянской семье Смоленской губернии.
Окончил курс в 1-й Московской военной гимназии. В службу вступил 20 августа 1871 года.
Окончил 3-е военное Александровское училище (1873 год; по 1-му разряду). По окончании выпущен прапорщиком (1873) в 23-ю артиллерийскую бригаду; был прикомандирован в 5-ю батарею. Затем переведен в 17-ю артиллерийскую бригаду и зачислен в 5-ю батарею (15.04.1874).
Подпоручик (ст. 26.11.1874). Участвовал в сербско-турецкой войне, русско-турецкой войне 1877—1878 годов. Затем прикомандирован к 6-й батарее 17-й артиллерийской бригады. Поручик (ст. 08.03.1877). Переведён в 6-ю батарею 29 ноября 1877 года.
Зачислен в Николаевскую академию Генерального штаба 17 ноября 1878 года. Штабс-капитан (ст. 18.12.1878). По окончании курса академии (в 1881 году по 1-му разряду) причислен к Генеральному штабу и назначен в Туркестанский военный округ с прикомандированием на лето к Московскому лагерному сбору (23.04.1881). За отличные успехи в науках в академии произведён в капитаны (ст. 22.04.1881). В Москве на сборах был прикомандирован к штабу Гренадерского корпуса с 20 мая 1881 года.
Отправился в Туркестан 1 октября 1881 года, куда прибыл 30 октября. Был назначен исполняющим должность офицера для поручений при штабе округа в феврале 1883 года. 
В 1882 году Путята прошел практику при Ташкентской обсерватории, затем провел рекогносцировку в пустынях Каракумы и Кызылкум. Весной 1883 года Путята был назначен начальником Памирской экспедиции, в которой кроме него приняли участие горный инженер Д.Л. Иванов, классный топограф Н.А. Бендерский, а также конвой из двенадцати казаков и восьми киргизов. Это была первая основательная российская попытка собрать сведения о Памире. 8 июня 1883 года экспедиция отправилась из Оша в Шугнан и Вахан. Правитель Вахана просил Путяту о покровительстве России и о введении в его княжество российских войск. Экспедиция вернулась в Маргелан 19 ноября 1883 года. Во время неё были составлены карты Памира, сделаны геологические исследования и собран гербарий местной флоры. Собранные экспедицией сведения в дальнейшем были использованы российскими военными при покорении Памира в 1890-е годы. 
Подполковник (ст. 08.04.1884), с назначением штаб-офицером для поручений с 08.04.1884. Помощник заведующего Азиатской частью Главного штаба Военного министерства с 18 января 1886 года. Назначен военным агентом в Китае с отчислением от должности и с оставлением в Генштабе 23 октября 1886 года.
Полковник (пр. 1888; ст. 30.08.1888; за отличие), с оставлением в этой же должности с 30 августа 1888 года. Старший делопроизводитель канцелярии Военно-ученого комитета Главного штаба с оставлением в Генштабе (26 марта 1892 года). Высочайше была пожалована пожизненная пенсия 500 рублей в год за Хинганскую экспедицию (21 марта 1892 года). Прикомандирован к лейб-гвардии Егерскому полку на 1 год для командования батальоном (01.09.1892). Отбывал строевой ценз командования батальоном с 06.10.1892 по 06.10.1893. Исполняющий обязанности управляющего делами Военно-учёного комитета Главного штаба с 5 сентября по 18 октября 1894 года.
Генерал-майор (пр. 1898; ст. 06.12.1898; за отличие) с назначением по Главному штабу и с зачислением по Генеральному штабу (06.12.1897). Временно исполняющий должность заведующего Азиатской частью Главного штаба с 15.12.1897 по 14.01.1898; заведующий Азиатской частью с оставлением по Генштабу с 14.01.1898. Временно исполняющий должность помощника начальника штаба Главного штаба по Азиатской части с 8 октября по 6 ноября 1898 года.
Назначен военным губернатором и командующим войсками Амурской области с оставлением по Генеральному штабу (30.03.1902), прибыл в Благовещенск и вступил в должность 17 июня 1902 года. С весны 1904 года неоднократно подавал прошения об отпуске по болезни или отставке, но просьба его не была удовлетворена по условиям военного времени.
Генерал-лейтенант (пр. 1905; ст. 17.04.1905; за отличие). Действия Д. В. Путяты в период развития революционных выступлений в 1905—1906 годах в Амурской области были признаны недостаточными, а сам он был обвинён в либерализме и попустительстве революционерам и забастовщикам. Высочайшим указом правительствующему Сенату отчислен от должности с оставлением по Генштабу (15.08.1906), выбыл из области 3 сентября 1906 года.
С 9 марта 1907 года — начальник Одесской местной бригады.
Умер 3 февраля 1915 года в Одессе. Погребён на военном участке тогда Нового, а сегодня Второго Христианского кладбища Одессы (могила сохранилась).
Был женат на дочери статского советника Заиончковского — девице Зинаиде Медардовне, у них были дети:
- сын Сергей (род. 16.08.1892)[2].
- дочери — Александра (род. 24.11.1888) и Мария (род. 6.05.1895)[3].

## Награды

Жетон Путяты Д. В.

- Награждён орденами Святой Анны 3-й степени (1883); Святого Владимира 4-й степени (1884); Святого Станислава 2-й степени (1887); Святого Анны 2-й степени (1889); Святого Владимира 3-й степени (1892); Святого Станислава 1-й степени (1899); Святого Анны 1-й степени (1901); Святого Владимира 2-й степени (1908).
- Награждён медалями: бронзовой[уточнить] в память войны с Турцией 1877—1878 гг., бронзовой за походы в Средней Азии 1853—1895 гг., в память царствования императора Александра III и коронации 1896 года. Также награждён (в 1882 году) именным жетоном в память 50-летнего юбилея Николаевской Академии Генерального штаба (на оборотной стороне жетона надпись: «26 НОЯБРЯ 1882 • ШТАБСЪ КАПИТАНЪ ПУТЯТА»).[4]
- Награждён иностранными орденами — сербским орденом «Такова» 2-й степени, японским «Священного сокровища» 2-й степени[5], бухарским «Золотой звезды» 1-й степени с бриллиантовыми украшениями, турецким «Меджидие» 2-й степени, эфиопским орденом Соломона 1-й степени с лентой.